# 2021年のオーストラリア
2021年のオーストラリア （2021ねんのオーストラリア）では、2021年のオーストラリアに関する出来事について記述する。

## 国王等
- 国王（イギリス国王が兼位。）
  - 第6代: エリザベス2世 （1952年2月6日 - ）
- 総督
  - 第27代: David Hurley （2019年7月1日 - ）
- 首相
  - 第31代: スコット・モリソン （オーストラリア自由党、第2次内閣：2019年5月29日 - ）
- 高等裁判所長官
  - 第13代: Susan Kiefel （2017年1月30日 - ）

## できごと

### 1月
- 1月1日 – オーストラリア国歌「アドヴァンス・オーストラリア・フェア」の歌詞が1984年以来初めて変更され、「我らは若くて自由」という部分が「我らは一つで自由」に修正される。[1]

### 4月
- 4月21日 – オーストラリア政府は、中国の一帯一路構想からビクトリア州が完全に離脱すると発表。[2]

### 7月
- 7月21日 – ブリスベンが2032年夏季オリンピックと2032年夏季パラリンピックの開催都市として発表された[3]

### 9月
- 9月20日 – メルボルンの建設・林業・海事・鉱業・エネルギー組合（CFMEU）本部の外で、建設労働者へのワクチン接種の義務化に反対する数百人によるデモ活動があった。組合の建物は損傷し、機動隊は催涙スプレーやゴム弾を使用した。業界内での新型コロナウイルス感染症の感染増加と相まって、同日午後11時59分から建築・建設業界の作業場が2週間閉鎖された。[4]
- 9月21日 – メルボルンで前日の閉鎖を含むパンデミック対応の広範な問題に反対する数千人のデモ活動があった。 労働者の集会は午前10時にCFMEU本部近くで始まり、ウェストゲート・フリーウェイに進入した。215人が逮捕された。[5]

### 12月
- 12月21日 – キャンベラの旧国会議事堂、デモ参加者が誤って正面玄関に放火したため閉鎖された[6]

- 12月30日 – キャンベラの旧国会議事堂の入り口で火災が発生した。警察はデモ参加者によって放火されたことを確認した。[7]